# Tydzień białoruski
Tydzień białoruski (biał. Беларускі Тыдзень) – cotygodniowy magazyn telewizyjny TVP3 Białystok dla mniejszości białoruskiej, w programie poruszane są tematy, takie jak kultura, gospodarka, samorząd oraz kontakty z Białorusią.

## O programie
Program realizowany w porozumieniu z organizacjami mniejszościowymi na Podlasiu. Na antenie TVP Białystok istnieje od 1997 roku. Na początku w ramach magazynu mniejszości narodowych „Sami o sobie”. Od 2004 roku jako samodzielna cotygodniowa audycja w wymiarze 20 minut tygodniowo. Jednym z powodów wyświetlania programu jest 95% mniejszości białoruskiej na Podlasiu. Program realizowany w języku białoruskim z polskimi napisami.
Na początku kwietnia 2020 r. ówczesny dyrektor TVP Białystok Eugeniusz Szpakowski zapowiedział zniesienie programu z anteny. Ostatnia jego audycja miała zostać wyemitowana 19 kwietnia 2020 r., czyli w dniu gdy Białorusini na Podlasiu obchodzili prawosławną Wielkanoc. Decyzja ta wywołała falę krytyki i była przedmiotem debaty publicznej, w sprawie tej interweniowano także w Ministerstwie Kultury i Dziedzictwa Narodowego. 20 kwietnia 2020 r. dyrektor wycofał się jednak z tej decyzji.